# Franck (tvrtka)
Franck d.d. je hrvatska tvrtka za proizvodnju kave, čaja i snack proizvoda.
Tvrtka je utemeljena 1892. godine u Zagrebu, kao dio njemačkog multinacionalnog poduzeća "Heinrich Franck Söhne".  
S radom je započela 21. lipnja 1893. godine. Do Drugoga svjetskog rata Franck se bavio proizvodnjom kavovina, a zadnjih je 50 godina unaprijedio proizvodnju primjenom raznih inovacija, te je proširio svoj asortiman kavom, čajevima, snackovima, začinima, praškastim proizvodima, proizvodima za kolače, šećerom i prilozima jelima. Nakon privatizacije 1992. godine Franck je postao 100-postotno vlasništvo zaposlenika i započeo eru modernizacije. Ističe se brojnim inovacijama na tržištu poput mljevene kave Franck Crema koja se može pripremiti kao instant napitak, napitaka od esencije čaja CoolUp! koji se pripremaju s hladnom vodom ili raznih okusa Franck Café cappuccina. 
2015. godine, Franck je ušao u partnerstvo s Intersnackom te osnovao „joint venture“ kompaniju za proizvodnju i distribuciju grickalica pod nazivom Adria Snack Company d.o.o.

## Povijest
| Godina | |
| ------ | --- |
| 1828.  | Franck registriran kao Heinrich Franck Sohne G.m.b.H. Te je godine započela proizvodnja cikorije. |
| 1892.  | Otvorena podružnica u Vodovodnoj ulici u Zagrebu, gdje je danas sjedište kompanije. U Zagrebu počinje izgradnja tvornice za preradu cikorije. |
| 1900.  | Otvorena prva sušionica cikorije u Bjelovaru. |
| 1910.  | U Hrvatskoj započinje proizvodnja raži Perl. |
| 1918.  | U zagrebačkoj tvornici započela proizvodnja kavovine Kneipp. |
| 1945.  | Tvornica nacionalizirana od tadašnje komunističke vlasti. Na hrvatskom tržištu predstavljena kavovina Franck. |
| 1960.  | Pokrenuta proizvodnja kave. |
| 1961.  | Počinje proizvodnja pudinga, a predstavljena je i kavovina Seka te instant kavovina Bianka. |
| 1962.  | Započela proizvodnja instant proizvoda i dodataka jelima (palenta). |
| 1963.  | Počinje proizvodnja praškova i šećera u Francku. |
| 1964.  | Počinje proizvodnja esencija. |
| 1968.  | Prva proizvodnja čajeva u filter vrećicama. |
| 1971.  | Pokrenuta proizvodnja kikirikija i grickalica. |
| 1972.  | Predstavljene kave Jubilarna, Minas i Prima. |
| 1975.  | Predstavljen Kroki Kroket. |
| 1977.  | U tvornici za preradu krumpira u Hercegovcu počinje proizvodnja prvog hrvatskog čipsa poznatijeg kao Čipi Čips. |
| 1982.  | Predstavljena prva vakumirana kava - Ideal 100 g. Vakumirano pakiranje omogućilo je da mljevena kava dulje zadržava svježinu arome. |
| 1991.  | Započela proizvodnja prvih voćnih čajeva u Hrvatskoj: borovnica, marelica i tropic. |
| 1992.  | Tvornica postaje privatno vlasništvo. Povodom stote godišnjice postojanja Francka, izašla je na tržište vakumirana kava Gold 100. Predstavljena espresso kava u zrnu, vakumirana s ventilom koji čuva kvalitetu proizvoda. |
| 1993.  | Na tržištu predstavljena Jubilarna vakumirana kava i nove grickalice pod brendom Tip Top. |
| 2000.  | Izašla je na tržište posebna linija milenijske kave u ograničenoj seriji - Jubilarna kava 2000. Krajem godine osnovana tvrtka u Sarajevu, BiH. |
| 2002.  | Extra espresso coffee system – uvođenje aparata i extra espresso kave. Lansiran novi okus čaja - šumsko voće. |
| 2003.  | Predstavljena nova četiri okusa instant cappuccina: Classic, Vanilija, Čokolada i Irish Cream. Uveden Extra espresso bez kofeina te instant kava za ugostiteljstvo u pakiranju od 2 g. |
| 2006.  | Uvedeni voćni čaj brusnica i navijački Čipi Čips chilli. |
| 2008.  | Proveden je rebranding cjelokupnog asortimana cappuccina i mješavina kave pod brendom Franck café. Kupljeni su tvornica i brend Victoria te je osnovana tvornica za preradu kave u Grudama, BiH. |
| 2009.  | Kupljeni su tvornica i brend Gloria. Izašao je na tržište novi, žuti čaj te ledena instant kava Franck café Ice coffee. |
| 2011.  | Predstavljena premium „single origin“ mljevena kava Guatemala te novi okusi i dizajn ambalaže Tip Topa. Lansirana Superiore espresso limenka. |
| 2012.  | Na tržištu su predstavljeni premium espresso Stretto, super premium mljevena kava Costa Rica te nova linija čajeva pod brendom „Tragom prirode“. Lansirani su i novi okusi Franck Café cappuccina. |
| 2013.  | Predstavljen Čipi čips Country, ekstra debeli rez u dva okusa, Slani i Bacon. |
| 2014.  | Franck postaje član International Coffee Partnersa, društva vodećih europskih proizvođača i trgovaca kavom. |
| 2015.  | Predstvljena mljevena kava Franck Crema, Franck Superiore Tea čajevi, CoolUp! napitci od esencije čaja i osnovan Adria Snack Company d.o.o. Franck je ove godine kupio i slovenske brendove mljevene kave Santana i Loka. |
| 2016.  | Predstvljena Bianka, linija instant napitaka od žitarica. Uoči obilježavanja 125. godišnjice poslovanja lansiran novi espresso Franck 125 YEARS EDITION. Predstavljeni aparati za kavu sa sustavom kapsula Franck Capsules. Redizajnirana kompletna linija čajeva. |
| 2017.  | Franck postaje punopravni član europskog udruženja proizvođača čajeva i biljnih infuzija Tea and Herbal Infusions Europe (THIE). Lansirana linija čajeva u rinfuzi pod nazivom "Priroda bira" s pet okusa. |
| 2018.  | Povodom 25.rođendana Ciglice, Franck je izašao na tržište s dva nova proizvoda - Jubilarnu Intense i Jubilarnu Sensual. Franck prodao svoj udjel u tvornici čipsa Adria Snack Company nizozemskom Intersnacku. |
| 2019.  | Uspješno završeno restrukturiranje nakon krize Agrokora. Izlazi na tržište nova linija napitaka s kavom - Energy, Smart i Protein coffee s dodatkom funkcionalnih sastojaka proteina, vitamina i minerala. Također je lansirana i nova linija funkcionalnih čajeva obogaćena vitaminima i mineralima. Linija instant napitaka od žitarica Bianka dolazi u novom, redizajniranom pakiranju. U sklopu programa društveno odgovornog poslovanja, Franck izlazi na tržište s premium proizvodom Franck Superiore espresso od zrna kave s Rainforest Alliance Certified™ pantaža i farmi koje ispunjavaju kriterije održive poljoprivrede koje idu u korist poljoprivrednim obiteljima, radnicima te zaštiti prirodnih resursa. Istovremeno su lansirane Franck single-origin mljevene kave Colombia i 100% Arabica u premium segmentu kava. Osnovan Franck Snogoo za vending kanal prodaje - digitalna platforma koja spaja vrhunsku Franck kvalitetu proizvoda i digitalizirani jedan-na-jedan pristup potrošaču. Cilj je podići korisničko iskustvo u usluzi tijekom i nakon isporuke proizvoda koja prati samu kvalitetu proizvoda. Franck je krajem godine predstavio i svoje prvo izvješće o društveno odgovornom poslovanju. Izvješće pod nazivom "Održivost u šalici" sastavljeno je prema međunarodno priznatom okviru za nefinancijsko izvješćivanje GRI Standardi. Obuhvaća najvažnije aktivnosti na području društvene odgovornosti s fokusom na dugoročnu usmjerenost na smanjenje negativnih utjecaja na okoliš, osiguranje pozitivnog ekonomskog utjecaja te unapređenje kvalitete života u lokalnoj zajednici. Više na https://www.franck.eu/media/uploads/Franck_izvjesce_o_odrzivosti.pdf |
| 2020.  | Franck predstavio svoj službeni webshop shop.franck.eu, novi mrežni prodajni kanal. Lansirani Franck Coffee& GO Original, Intense i Sensual te Franck Ready to Drink osvježavajući napitci s kavom i alpskim mlijekom dostupni u Cappuccino i Macchiato varijanti. Predstavljen Easy Serve Espresso aparat za kućnu pripremu doznih espresso napitaka. |
| 2021.  | Kompanija uspješno nastavlja internacionalizaciju poslovanja. |

## Brendovi i proizvodi

### Mljevena kava
U kategoriji mljevene kave Franck je lider na hrvatskom tržištu sa svojom Jubilarnom kavom, dok u asortiman spadaju i Franck 100% Arabica, Franck 100% Arabica lješnjak-čokolada, premium „single-origin“ kave Costa Rica, Guatemala te Espresso kava i Franck Crema koja je lansirana 2015. godine. Asortiman također uključuje i mljevene kave Gloria i Victoria.

#### Franck Jubilarna kava
Franck Jubilarna kava je simbol Francka, popularno je nazvana i ‘Ciglica’ zbog svog specifičnog oblika i crvene boje, aroizvodi se od 1972. godine. Moguće ju je kupiti i u verziji za filter aparate.

### Franck instant kave i Cappuccina
Franckov brend instant kava i cappuccina objedinjuje niz napitaka koje odlikuje brza priprema (prelijevanje vrućom vodom) i raznolika paleta okusa. Franck Cappuccino obuhvaća: 
- Capuccino u verzijama Classic, Vanilija, Čokolada, Irish Cream, Kokos i bijela čokolada, Nougat, Raspberry Macaron, Salted Caramel i Bez kofeina te Bananaccino i Chococino, tople napitke za djecu koji uopće ne sadrže kavu
- Instant kava Classical, Gold i bez kofeina
- Instant mješavine za kavu u verzijama 3 u 1, 2 u 1, 3 u 1 kakao i Ice Coffee

### Franck čajevi
Paleta Franck čajeva obuhvaća crni, zeleni i žuti čaj, voćne čajeve (različitih okusa uz novu posebnu liniju „Voćni + moćni“) i biljne čajeve (uz posebnu liniju Tragom prirode), kao i linije posebno dizajnirane za djecu (Fora čaj), prilagođene sezoni ili dijelu dana (Ritual čajevi). Franck je prvi lansirao voćne čajeve u filter vrećicama na hrvatskom tržištu 1991. godine, a 2015. godine je napravio i inovaciju u proizvodnji čaja linijom CoolUp! napitaka od esencije čaja koji se pripremaju s hladom vodom. Također, 2015. godine je predstavljena i premium linija Franck Superiore Tea čajeva koja je dostupna isključivo u HoReCa kanalu. 

### Ostali asortiman
U ostali asortiman spadaju Franck gris, palenta, šećer u prahu te soda bikarbona, kao i kavovine te Hot mix čokoladni napitci. 

## HoReCa
U HoReCa kanalu Franck je zastupljen i s nekim proizvodima koji nisu dostupni u maloprodaji poput Franck Superiore Tea čajeva, Stretto, Superiore, 125 Years Edition espresso kave te Espresso Classic i Bonus espresso kave.

## Nagrade i priznanja
Franck je 2014. godine osvojio Grand Prix i Zlatni Effie u kategoriji hrane za kampanju za svoj Čipi Čips ‘CROmpiri’. U kategoriji piće, kampanja za Franck Café cappuccino „Oslobodi svoju kreativnost“ osvojila je srebrni Effie.
Franck Café instant kava 2012. i 2013. godine nagrađena je oznakom Best Buy.

## Vanjske poveznice
- Franck d. d. Hrvatska tehnička enciklopedija, portal hrvatske tehničke baštine. LZMK

Službena stranica  Arhivirana inačica izvorne stranice od 20. travnja 2017. (Wayback Machine)